# Rue Le Tasse
La rue Le Tasse est une voie du 16e arrondissement de Paris, en France.

## Situation et accès

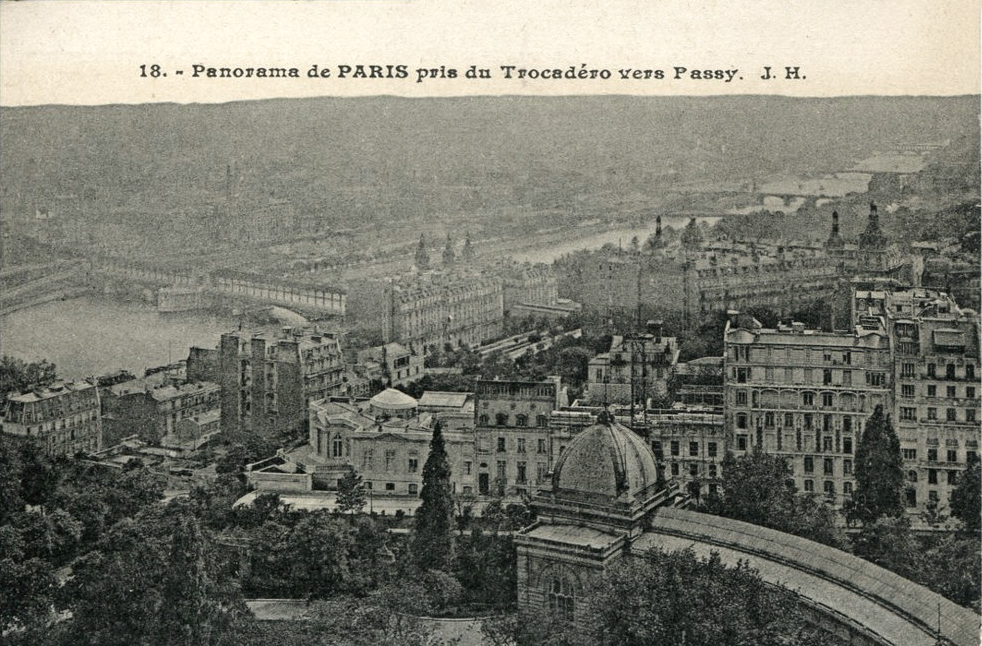
La rue Le Tasse vue du Trocadéro, vers 1900.

Cette rue, partant de la rue Benjamin-Franklin et bordant les jardins du Trocadéro, se termine en impasse.
Le quartier est desservi par les lignes de métro 6 et 9 à la station de métro Trocadéro.

## Origine du nom

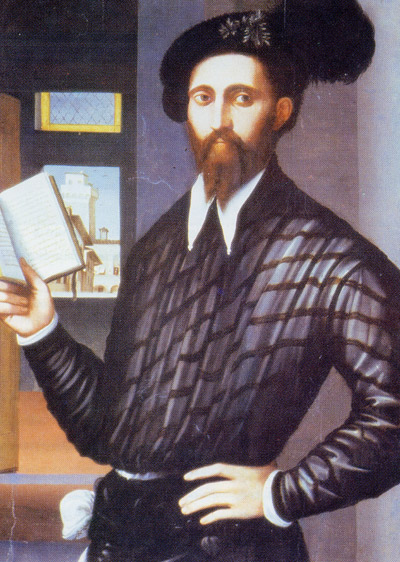
Le Tasse.

Elle est nommée en l'honneur du poète italien Torquato Tasso, dit Le Tasse (1544-1595).

## Historique
Cette voie a été ouverte sous sa dénomination actuelle en 1904. Par contrat du 6 décembre 1902, la Ville de Paris s'est interdit de construire dans les jardins du Trocadéro sur une zone de 6 mètres de largeur en bordure de cette voie.
Un matin de janvier 1911, un obus, datant probablement de la guerre de 1870, est découvert dans un massif de la rue, déposé là par un inconnu. Trois jours plus tard, un nouvel obus est découvert au même endroit.

## Bâtiments remarquables et lieux de mémoire

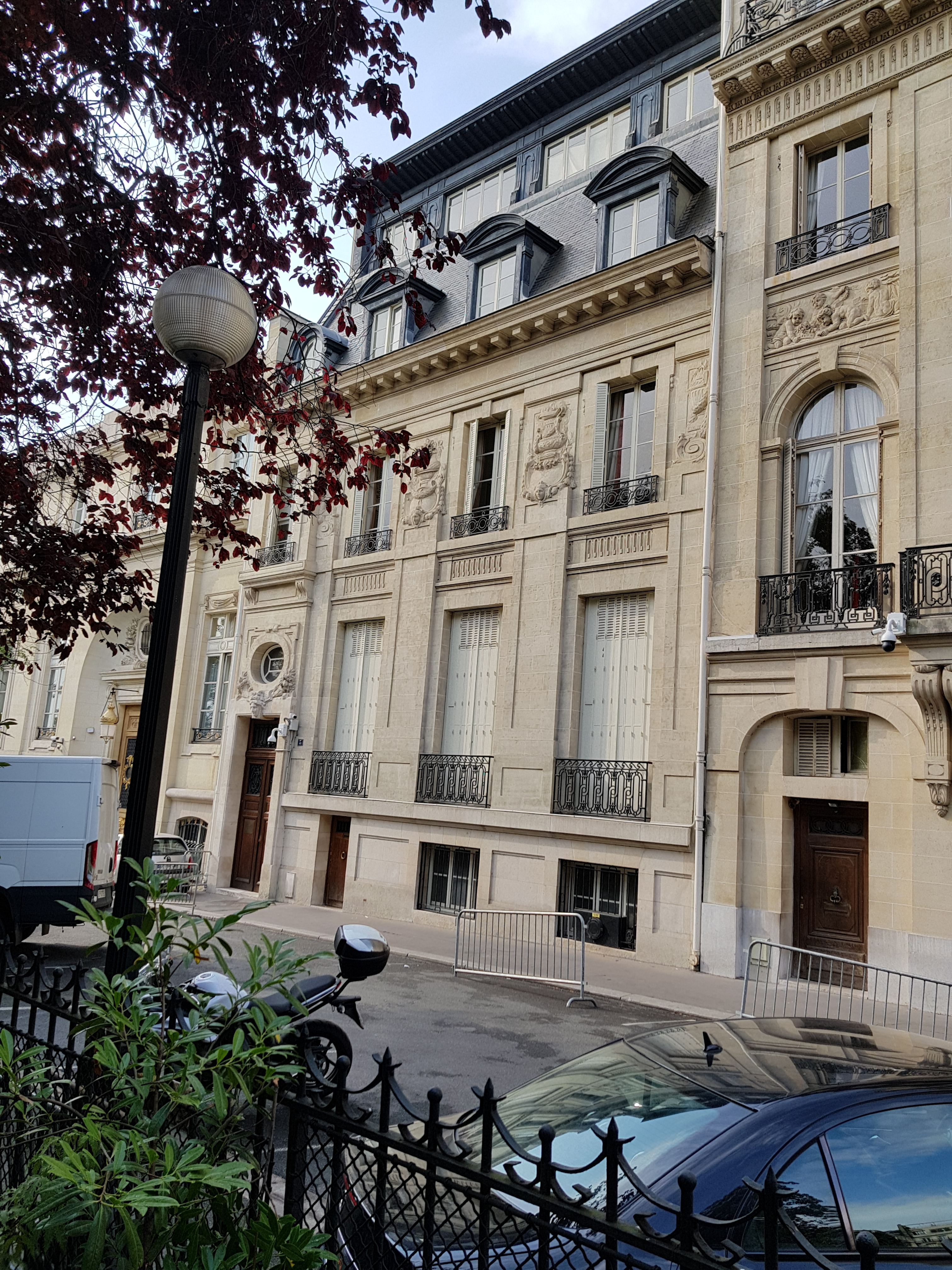
No 3.

- No 1 : hôtel Luis de Errazu[5], de style néo-classique, réalisé par l'architecte Walter-André Destailleur en 1903[6],[7]. Il comporte également une vaste entrée au 2, boulevard Delessert. Après la Première Guerre mondiale, quelques modifications sont apportées au bâtiment par l’architecte à la demande son nouveau propriétaire, M. Bessonneau[8]. En 1923, l’hôtel est en vente, avec une mise à prix de 1 500 000 francs[9]. À la fin de cette même année, il est visité par un journaliste qui dépeint un lieu « où tout est d’un goût parfait » et décrit notamment un salon en rotonde, « dont les murs sont de marbres polychromes », « où se trouve un Greco des plus beaux », et dont le plafond vient d’être peint par le peintre catalan José Maria Sert[10]. En 1930, l’hôtel, qualifié de « petit », est habité par le prince de Faucigny-Lucinge, pilote automobile et « cocaïnomane invétéré »[11]. L'hôtel particulier, qui offre une large vue dégagée sur le Trocadéro et la tour Eiffel, a été racheté en 1986 par le prince Sultan ben Abdelaziz Al Saoud puis transmis à sa femme et à ses enfants[12]. Les boiseries provenant de l’appartement de Madame Récamier, à l’abbaye-aux-Bois, ont été réemployées[13].
- No 3 : hôtel Clos (du nom de son propriétaire de l'époque : Jean Clos) construit par l'architecte René Sergent en 1907[6].
- No 5 : hôtel de Madame Mahieu, édifié par l'architecte René Sergent en 1908[6], qui y habita ; actuellement occupé par l'ambassade du royaume du Maroc.
- No 7 : immeuble de 1905 réalisé par l'architecte Louis Sorel[14].
- No 9 : habité début 1907 ; est alors décrit comme un immeuble de six étages avec chambres de domestiques au 7e étage et un appartement par étage[15] ; l’homme d’État, diplomate et écrivain Alain Peyrefitte (1925-1999) résida à cette adresse[16].

## Galerie

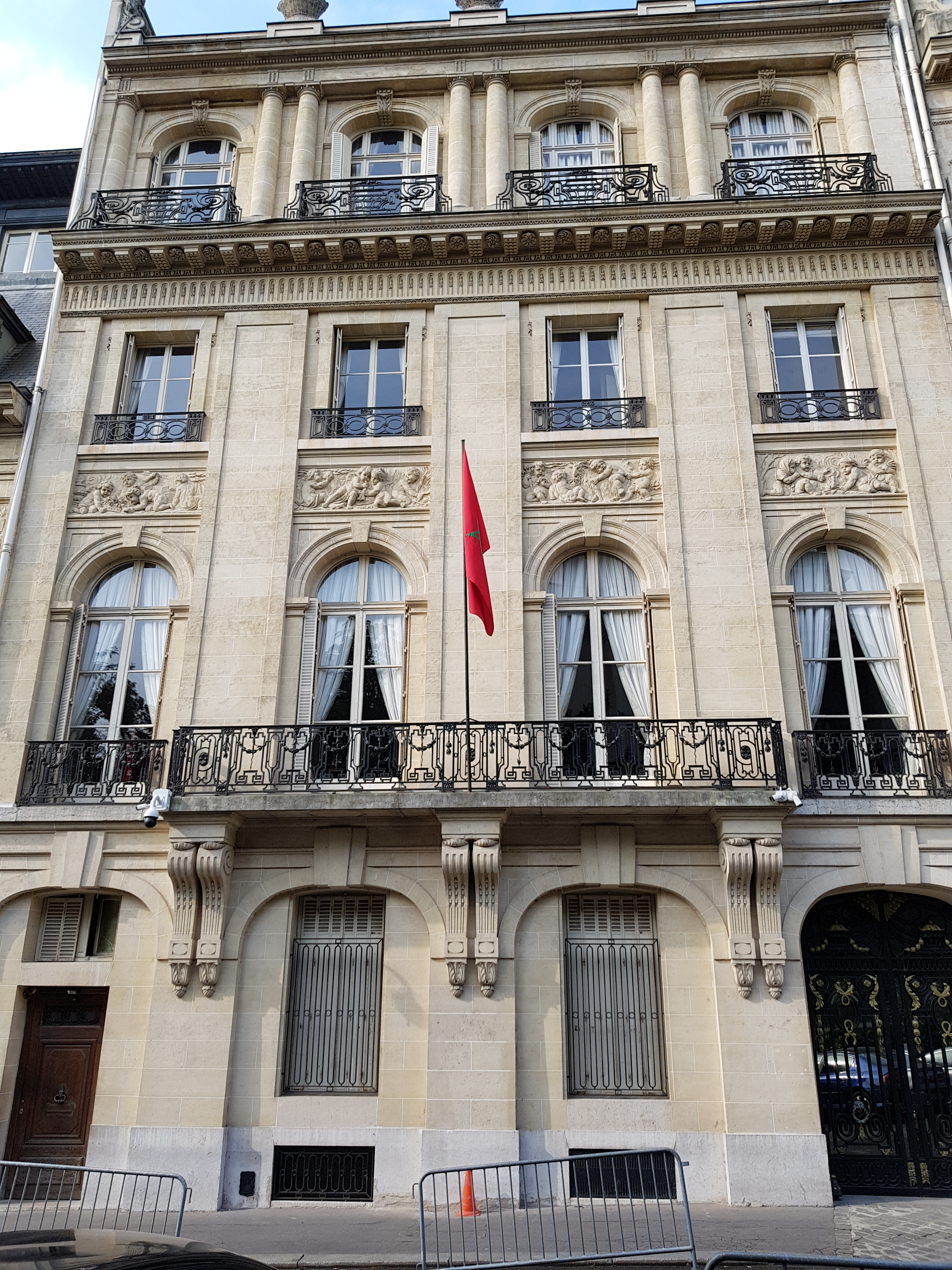
No 5.
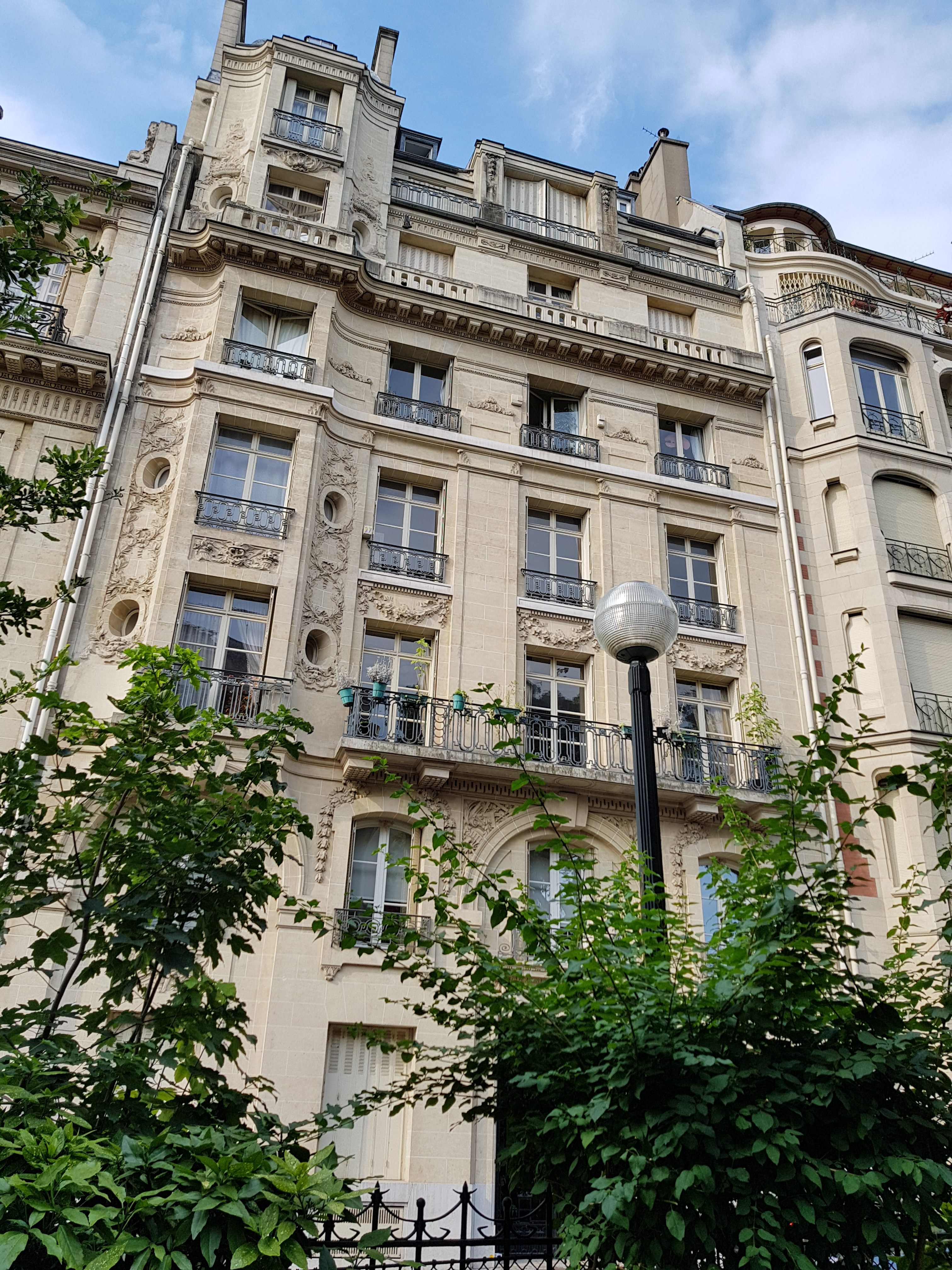
No 5bis.
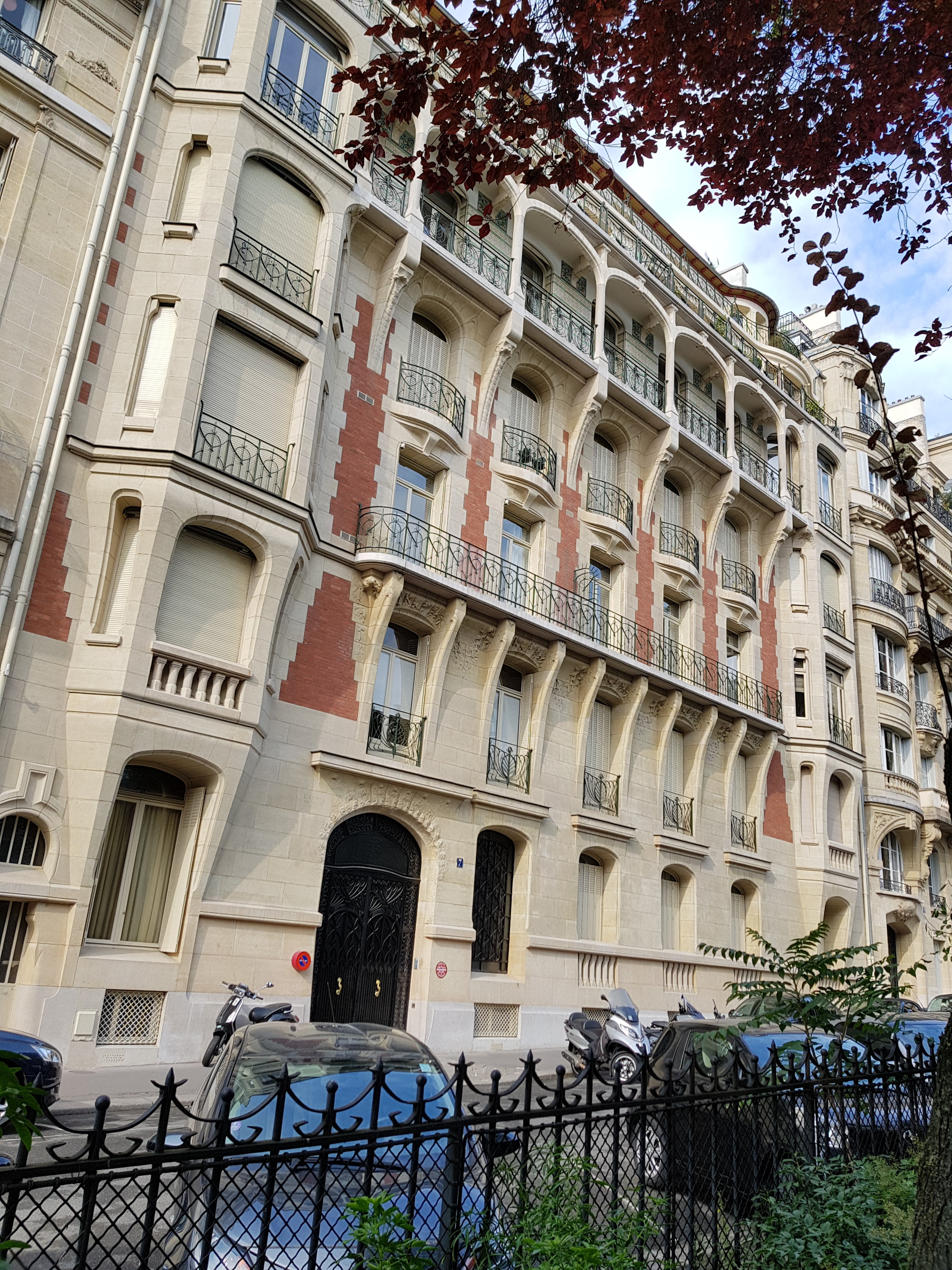
No 7.
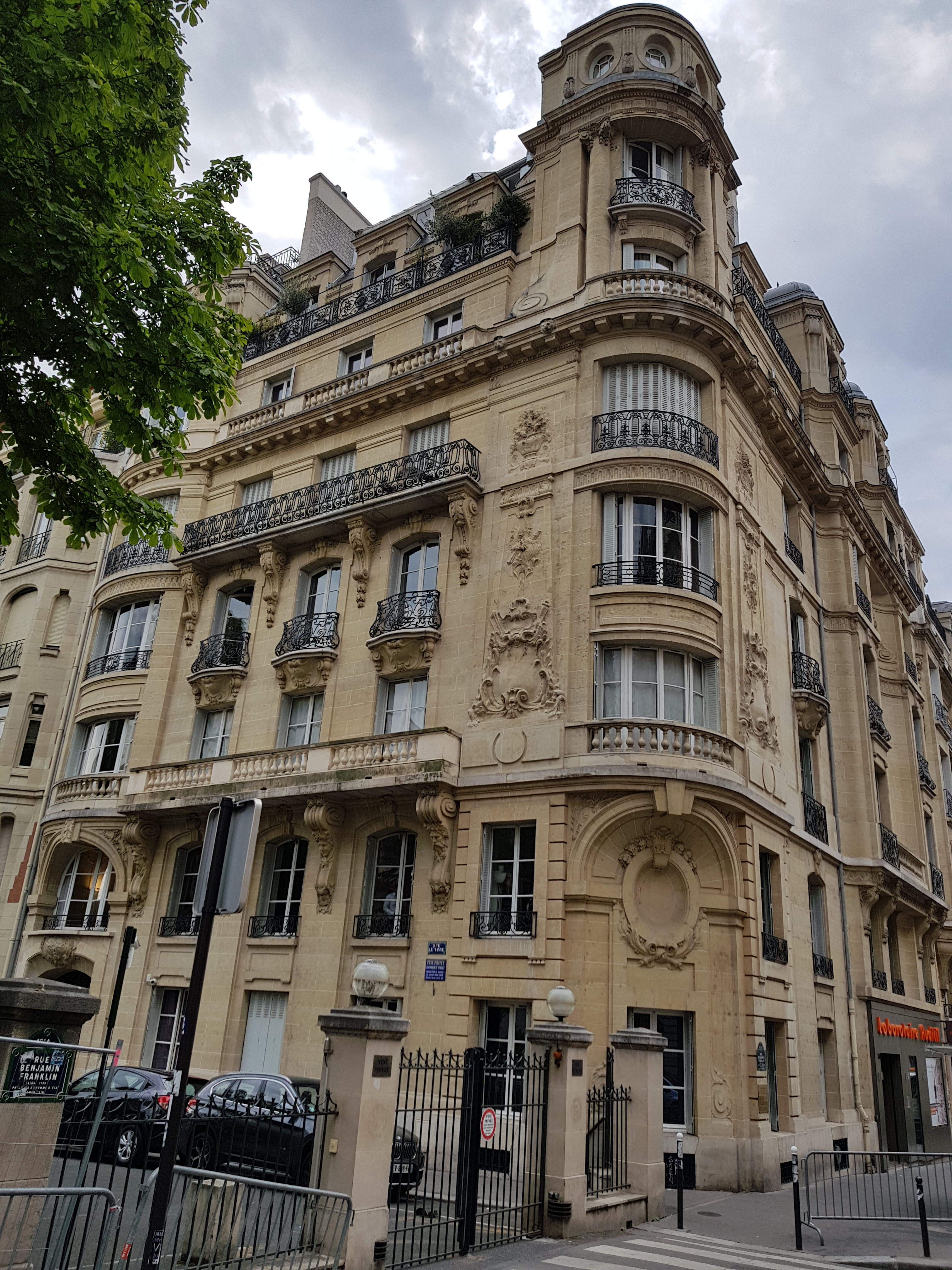
No 9.